# Ruinas romanas de Troia

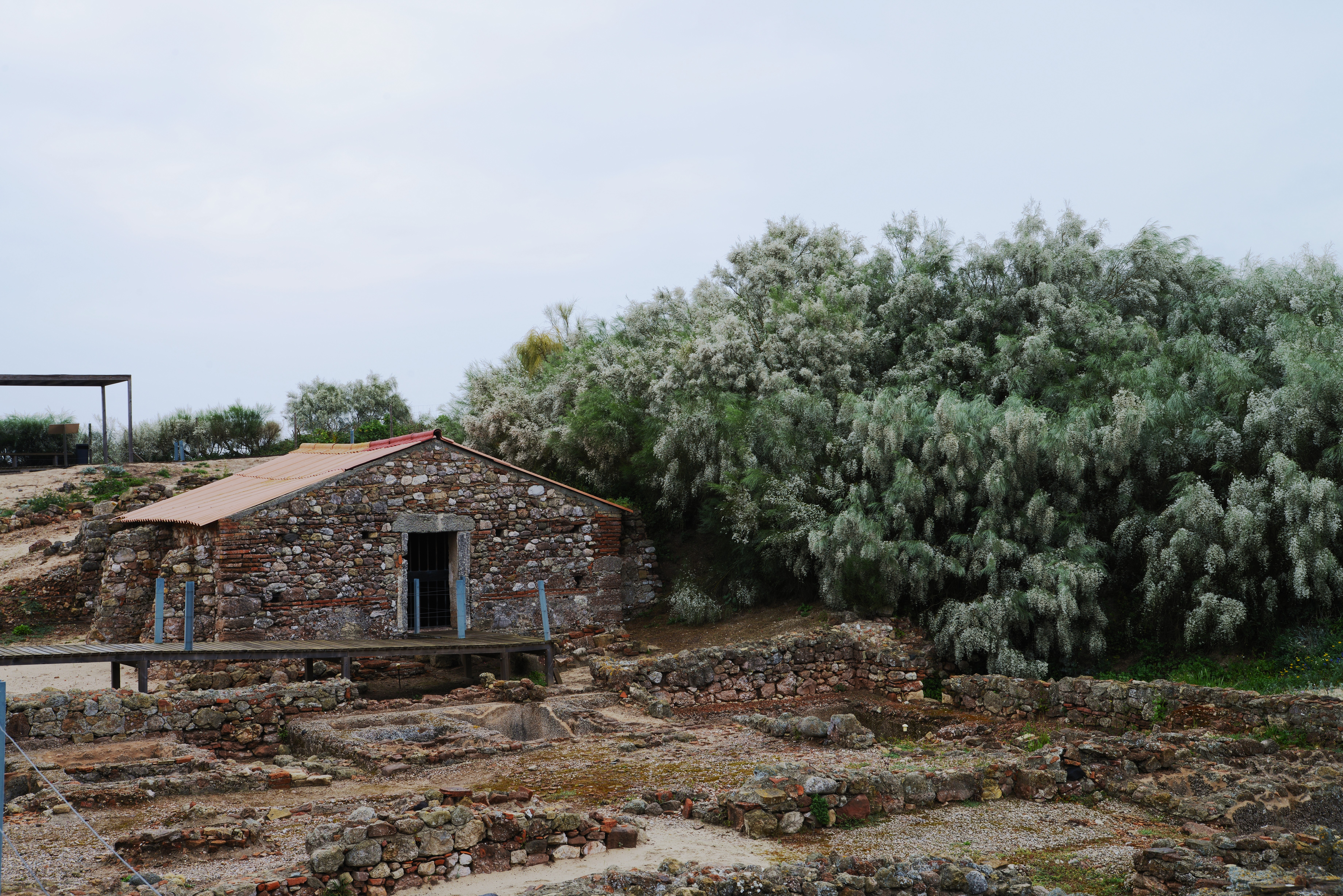
Ruinas romanas de Troia.

Las ruinas romanas de Troia son un yacimiento arqueológico situado al margen izquierdo del río Sado, en la cara noroeste de la península de Troia, frente a Setúbal, en el municipio de Grândola, freguesia de Carvalhal, en Portugal. Las ruinas, que incluyen construcciones del periodo entre los siglos I y VI, están clasificadas como Monumento Nacional desde el 1910.

## Historia
En este lugar  hubo un poblado dedicado a la pesca y a la elaboración y exportación de conservas de pez (garum), activo desde el siglo  hasta el VI. Es probable que la península donde se situaba el poblado fuera, en aquella época, una isla, que algunos identifican cómo la isla de Ácala referida en la obra Ora Maritima, de Avieno, un escritor latino del siglo IV. No hay, sin embargo, datos arqueológicos que lo demuestren. Formaba parte del territorio de la ciudad de Salacia (actual Alcácer do Sal).
En el siglo XVI , los humanistas Gaspar Barreiros y André de Resende se refieren a las ruinas, pero parecen confundirlas con Cetóbriga (Setúbal). Algunos autores las mencionan en el siglo XVIII, y en la segunda mitad del siglo  se hicieron las primeras investigaciones arqueológicas conocidas, patrocinadas por la infanta (y futura reina) Maria I. En estos trabajos se excavaron unas casas romanas en la zona llamada "Calle de las Casas de la Princesa", en homenaje a la infanta.
El 1850 las investigaciones se profundizaron con la creación de la Sociedad Arqueológica Lusa, que excavó en las "Casas de la Princesa", donde encuentran paredes con pinturas y tierras con mosaicos, ahora desaparecidos. Se  hicieron varias campañas entre 1948 y 1967, en que  aparecieron baños, casas de salazón, necrópolis y una basílica paleocristiana.

## Industria y ruinas
Las estructuras más características de Troia son los talleres de salazón de pescado. Además, las ruinas comprenden un núcleo de vivienda con casas con un piso (llamadas "Casas de la Princesa"), algunas necrópolis, un columbario, termas, una rueda hidráulica y los restos de una basílica paleocristiana.

### Talleres de salazón
La actividad industrial de Troia estaba centrada en la pesca y elaboración de pescado en conserva, que era exportado al resto del Imperio romano y estuvo activo entre los siglos I y VI. La localización en una isla, la abundante pesca, la buena sal de la zona y la disponibilidad de ánforas eran condiciones ideales para la actividad. Las ánforas provenían de talleres de alfarería situados en el margen derecho del río Sado, como por ejemplo Abul, antigua factoría fenicia.
Los talleres de salazón constaban de una serie de tanques organizados alrededor de un patio central. Un total de veinte talleres fueron identificados, con dimensiones variadas: la mayor tenía más de 1000 m² y agrupaba 19 tanques, mientras que la menor tenía 135 m² y 9 tanques. Por la gran cantidad de tanques, se cree que se  producía una considerable cantidad de pescado para exportar.

### Termas
Los restos de las termas, excavadas al 1956, ocupan una área de 450 m². Incluían un vestíbulo, frigidarium (tanque de agua fría), tepidarium (agua tibia), caldarium (agua caliente), con sistema de calentamiento subterráneo (hipocausto), además de piscinas y sala de gimnasia. En una de las piscinas hay restos de mosaicos.